# 聖佐治堂 (皇后區)
聖公會聖佐治堂（St.George's Church）是美国圣公会在纽约市法拉盛的一座跨文化、多语种教堂。教堂会众分别来自20多个国家和地区。该教堂施法拉盛的地标建筑，为不断变化的会众们提供了超过300年的服务。

## 历史
1702年，英国国教会在美国传教，其英国圣公会差会建立圣佐治堂。牧师George Keith、John Talbot和Patrick Gordon被派到皇后区牙买加。Keith之前是个贵格教徒，于1702年9月跑到法拉盛贵格教聚会点，宣布自己是来传教的，参与教牧和讨论。这种事情发生了许多次，使得圣佐治堂在早期与牙买加的Grace Church由千丝万缕的联系。Patrick Gordon曾在Grace Church任职。1704年，William Urquhart牧师接替Gordon职务。Urquhart在牙买加主持一周后，会轮替到法拉盛和牛顿（现为艾姆赫斯特）。牙买加社区的Grace Church壮大；法拉盛的则成为圣佐治堂；牛顿的成为圣詹姆士堂。
礼拜最初是在老旧的警卫室里举行，到1746年才建起第一所教堂。1760年，绅士John Aspinwall捐助了600英镑，购置了尖塔和大钟。美国独立宣言的签署人之一弗朗西斯·刘易斯曾在1765至1790年间任圣佐治堂监察他的儿子，小弗朗西斯·刘易斯曾在1791至1794年间任监察。三个联合教区维持了一个世纪。1803年，Rattoone牧师辞职，圣佐治堂教区委员会决定于牛顿教区联合，任命Clarke牧师；之前的联合教区宣告解散。1809年，Clarke跑到了牛顿教区，法拉盛教区牧职缺席，圣佐治堂宣告独立。
1821年，教堂换了建筑。1854年，教堂第三次翻修重建，由纽约教堂建筑协会的Henry C. Dudley和Frank Wills设计，为哥德复兴式建筑。教堂顶部大钟使用了之前的老钟材料，在特洛伊 (纽约州)重铸，依然印刻着“The gift of John Aspinwall, Gentleman, 1760”。1761年6月17日，教区得到大不列颠乔治三世的皇家认可。独立战争后，公祷书的“为国王祈祷”改成了“为总统祈祷”。
随着拉美和亚洲移民涌入，教堂出席人数下降，圣佐治堂随即向新移民敞开双手。1988年，Franco Kwan博士被任命，向亚裔社区传教，成为华裔会众主任牧师。同样，教堂从其它教区聘请兼职牧师，做西班牙语会众的主任牧师。一段时间后，一些评论家指出圣佐治堂三个语系会众（即英语、汉语、西语会众）同住一个屋檐下，却不相往来。由于Franco Kwan博士大受欢迎，教堂打算任命他做正事牧师，但因故没有成功。目前的汉语牧师为谢松龄。在特殊场合下，教堂会主持三个语种联合崇拜。
2000年，纽约市地标保护委员会将教堂、老房和周围的墓地正式列为纽约城市地标建筑。2002年，圣佐治堂迎来三百年堂庆。
2010年9月16日，一股微下击暴流袭击布鲁伦和皇后区，刮倒了教堂45英尺木质尖塔，砸在停在缅街旁的两辆公交车上。事故具体是由每小时100多英里强风还是由闪电造成的还不大清楚。2013年，尖塔重建。
2012年，贝立德牧师成为圣佐治堂的主任牧师。自从他来到圣佐治堂以来，圣佐治堂持守 “我们的心思意念在基督的爱里合而为一” 的宗旨，定期举行中文、英文和西文三语崇拜活动。圣佐治堂是多民族、多语言的圣公会教堂，欢迎所有人。 

## 脚注
1. ↑  . National Register of Historic Places. National Park Service. 2009-03-13.
2. ↑  .   [2017-02-25]. （原始内容存档于2019-07-23）. (Flushing: St. George's Sword and Shield, 1897); St. George's Church, Flushing New York, 300th Anniversary 1702-2002 (N.p., 2002).
3. ↑  Smith did not list Keith as the first Rector, but the church's 300th anniversary book lists him as the first.
4. 1 2 3  .   [2017-02-25]. （原始内容存档于2019-07-23）.  (Flushing: St. George's Sword and Shield, 1897).
5. ↑  St. George's Church, Flushing New York, 300th Anniversary 1702-2002 (N.p., 2002).
6. ↑  . New York State Office of Parks, Recreation and Historic Preservation.   [2016-07-01]. （原始内容 (Searchable database)存档于2015-07-01）. Note: This includes Travis Bowman and Page Ayres Cowley. . December 2007  [2016-07-01]. （原始内容 (PDF)存档于2019-07-20）. and Accompanying 13 photographs （页面存档备份，存于）
7. ↑  .   [2017-02-25]. （原始内容存档于2012-03-13）.
8. ↑  .   [2017-02-25]. （原始内容存档于2010-06-23）.
9. ↑  . （原始内容存档于2012-03-07）.  Episcopal Diocese of Long Island website.
10. ↑  A Message from your Rector 的存檔，存档日期2014-09-08. 2013 Oct 30